# Markus Poom
Markus Poom (* 27. Februar 1999 in Derby) ist ein estnischer Fußballspieler.

## Karriere

### Vereine
Poom begann in der Jugendabteilung des FC Watford mit dem Fußballspielen, da er in Derby geboren wurde als sein Vater Mart von 1997 bis 2003 für Derby County als Torhüter vier Jahre lang in der Premier League und zwei Jahre in der Football League First Division aktiv gewesen ist.
Mit der Familie nach Estland zurückgekehrt, spielte er in Tallinn für den Stadtteilverein FC Nõmme United, bevor er im weiteren Verlauf und bis 2016 für die Zweite Mannschaft des FC Flora Tallinn spielte. Für die Erste Mannschaft kam er zum Ende der Spielzeit 2016 in sechs Punktspielen zu Einsätzen, wobei er am 
16. August (24. Spieltag) beim 4:1-Sieg im Auswärtsspiel gegen den Liganeuling JK Tarvas Rakvere debütierte. Seit 1. Januar 2017 ist er Vertragsspieler der Ersten Mannschaft, für die er auch in der Europa Conference League in der Gruppe B 2021, in den Qualifikationsspielen der Europa League sowie der Champions League Einsätze verzeichnen konnte.

### Nationalmannschaft
Nachdem Poom in einem Zeitraum von fünf Jahren bereits 26 Länderspiele für die Nachwuchsnationalmannschaften der Altersklassen U15, U19 und U21 bestritten und auch zwei Tore erzielt hatte, debütierte er am 11. Januar 2019 für die A-Nationalmannschaft, die das Testspiel gegen die Nationalmannschaft Finnlands in Doha mit 2:1 gewann.

## Erfolge
- Baltic-Cup-Sieger 2020
- Estnischer Meister 2017, 2019, 2020, 2022
- Estnischer Pokal-Sieger 2020
- Estnischer Juniorenmeister 2014, 2015